# Vive les vacances ! (série télévisée)
Pour les articles homonymes, voir Vive les vacances.
Vive les vacances ! est une série télévisée française en six épisodes de 52 minutes diffusée du 15 au 22 juin 2009 sur TF1 et en Belgique sur La Une. 
La série est rediffusée sur TV Breizh de 2010 à 2012, sur NT1 en 2012, sur HD1 en 2013, sur Chérie 25 en 2015, et sur AB1 de 2016 à 2017.
Elle est disponible en intégralité sur la plateforme MYTF1.

## Synopsis
Trois couples avec enfants ont loué la même maison de vacances pour le mois d'août. Aucune famille ne voulant céder sa place, une querelle commence.

## Distribution
Famille 1
- Titoff : Fred
- Tania Garbarski : Natacha
- Timothée Riquet : Lucas

Famille 2
- Stéphane De Groodt : Christophe
- Cécile Bois : Cécile
- Zacharie Chasseriaud : Romain
- Hugo de Donno : Antoine

Famille 3
- Julie Dray : Axelle
- Salem Kali : Samir

Famille 4
- Arnaud Henriet : Benoît
- Mélusine Mayance : Alice

Autres
- Marie Vincent : Odette
- Gwenaëlle Simon : Emmanuelle
- Jean - Marie Paris : Jo Praxon
- Louison Blivet : Tess
- Julie Cavanna : Ilona

## Fiche technique
- Titre original : Vive les vacances !
- Réalisation : Stéphane Kappes
- Scénario : Claire Borotra, Samantha Mazeras
- Direction artistique : Marc Barroyer
- Décors : Marie-Luce Del Pozo, Magali Jeannon, Valérie Valverde
- Photographie : Willy Stassen
- Montage : Bénédicte Gellé
- Musique : Xavier Berthelot
- Casting : Laure Cochener
- Production : Jérôme Anger, Claire Borotra, Anne Leduc, Sébastien Leray, Arlette Zylberberg
- Sociétés de production : Les Productions de l'Ephémère, Fontana, Radio Télévision Belge Francophone (RTBF), TF1
- Sociétés de distribution (télévision) : TF1[2] et La Une[3]
- Pays d'origine :  France
- Langue originale : Français
- Genre : Comédie
- Durée : 52 minutes
- Lieux de tournage : Marseille, Martigues

## Liste des épisodes
La série est composée de six épisodes, sans titre, tous réalisés par Stéphane Kappes et scénarisés par Claire Borotra et Samantha Mazeras.